# Bohater Ludowej Republiki Bułgarii
Bohater Ludowej Republiki Bułgarii (bułg. Герой на Народна република България) – najwyższy tytuł honorowy Ludowej Republiki Bułgarii, wzorowany na tytule Bohatera Związku Radzieckiego. 

## Historia
Tytuł honorowy został ustanowiony dekretem Wielkiego Zgromadzenia Ludowego z 15 czerwca 1948 roku. Tytuł nadawany był obywatelom Bułgarii i cudzoziemcom za bohaterskie czyny lub zasługi dokonane w obronie Bułgarii i państw sojuszniczych. Wzorem założeń tytułu Bohatera Związku Radzieckiego, osoby, którym przyznano tytuł Bohatera Ludowej Republiki Bułgarii, otrzymywały medal Złotej Gwiazdy i najwyższe odznaczenie państwowe, Order Georgi Dimitrowa.

## Opis
Odznaczenie ma kształt reliefowej pięcioramiennej gwiazdy z dwuściennymi, wypolerowanymi promieniami na awersie o średnicy 34 mm. Rewers gwiazdy jest gładki, u jego góry znajduje się napis ułożony w trzech wierszach: ГЕРОЙ / НА /НР БЪЛГАРИЯ (Bohater Ludowej Republiki Bułgarii). Gwiazda noszona jest na czerwonej wstążce owiniętej wokół prostokątnej metalowej płytki po lewej stronie klatki piersiowej.

## Odznaczeni
Tytuł Bohatera Ludowej Republiki Bułgarii otrzymało 58 osób. Leonid Breżniew jako jedyny otrzymał go trzykrotnie, a Todor Żiwkow jako jedyny otrzymał ten tytuł dwukrotnie.